# Yīngxióng
Herói (em mandarim: 英雄; pinyin: Yīngxióng) é um filme realizado por Zhang Yimou, lançado em 2002. Protagonizado por Jet Li, Herói conta também com a presença de Tony Leung, Maggie Cheung (dupla cuja colaboração ficou famosa em In the Mood for Love), Donnie Yen e Zhang Ziyi.

## Enredo
Na China antiga, durante o período de Estados em Guerra, Sem Nome chega à cidade capital de Qin para se encontrar com o rei, que tinha sobrevivido a um atentado contra sua vida pelos assassinos Long Sky, Flying Snow e Broken Sword. Como resultado, o rei implementou medidas de segurança extremas: nenhum visitante poderia se aproximar mais do que 100 passos do rei. Sem Nome afirma que matou os três assassinos e mostra a arma deles perante o rei, que permite ao mesmo se aproximar e contar sua história.
Sem Nome relata que matou primeiro Long Sky, antes de se encontrar com Flying Snow e Broken Sword, que haviam se refugiado em uma escola de caligrafia no estado de Zhao. Ele diz a Sword que está alí para encomendar um pergaminho de caligrafia com o caractere para "Espada", buscando assim, secretamente aprender as habilidade de Sword através de sua caligrafia. Sem Nome também fica sabendo que Snow e Sword, que eram amantes, aos poucos se distanciaram. Uma vez que o pergaminho estava completo, Sem Nome revela sua identidade e desafia tanto Snow quanto Sword para um duelo no dia seguinte. Sword, que sabe que o pergaminho revelou suas fraquezas para Sem Nome, faz amor com sua pupila Moon, mas é vista por Snow. Em vingança, Snow mata Sword, e em seguida Moon, quando ela tentou vingar a morte de seu mestre.
No dia seguinte, Sem Nome mata Snow, que estava instável emocionalmente, perante o exército de Qin e reivindica sua espada. À medida que o conto conclui, o rei expressa descrença e acusa Sem Nome de encenar os duelos com os assassinos, visto que, na tentativa anterior de assassinato ele percebeu Sword como um homem honrado, que não iria descer tão baixo a ponto de iludir Snow. O rei então sugere que o que realmente aconteceu foi que os assassinos ofereceram suas vidas, para que assim, Sem Nome pudesse ganhar a confiança do rei, o que permitiria chegar perto o suficiente para matá-lo. Ele então narra sua hipótese sobre o que realmente aconteceu.
Na versão da história do rei, Sem Nome procurou Snow e Sword após encenar sua batalha com Sky, dizendo a eles que adquiriu uma técnica especial que o permitiria matar qualquer alvo a 10 passos. Sem Nome explica que pode usar esta técnica para matar o rei, mas para chegar perto o bastante precisa apresentar as armas de Snow e Sword a ele. Ele explica ainda que precisa somente matar um deles em público para "provar" que matou os dois. Snow e Sword discutem sobre quem deveria ser aquele que morreria, o que resulta em uma luta curta em que Snow é mais rápido e consegue ferir Sword. Snow então procede para se encontrar com Sem Nome perante o exército de Qin enquanto Sword, que ainda se recupera de seu ferimento, observa impotente enquanto Snow é derrotada. Moon então dá a Sem Nome a espada de seu mestre, dizendo a ele que as espadas de Snow e Sword deveriam permanecer juntas na morte, assim como eram em vida.
Sem Nome admite que, de fato, possui a técnica especial que o rei mencionou. No entanto, ele afirma que o Rei subestimou Sword, e conta a verdadeira história. Sem Nome diz que a técnica especial, enquanto mortal, também pode ser usada para desferir um golpe aparentemente fatal, mas que mantém todos os órgãos vitais da vítima intactos. Ele usou esta técnica em Sky, e agora pedia a Snow e Sword para cooperar com ele também, fazendo um duelo falso. Ele demonstra a técnica mostrando que é altamente precisa, bem como também mortal. Snow concorda com o plano, mas Sword recusa. Snow furiosa acusa Sword de arruinar a oportunidade que eles tiveram há três anos, quando invadiram o palácio de Qin e mesmo assim, Sword se recusou a matar o rei. Ela então ataca Sword, e consegue ferí-lo com a ajuda de Sem Nome.
No dia seguinte, Sem Nome "mata" Snow em frente ao exército de Qin. Sword envia Sem Nome para a capital de Qin, escrevendo a palavra Tianxia ("Tudo sob o Céu", em algumas versões traduzida como "Nossa Terra") na areia antes de partir. Sword não matou o rei 3 anos antes porque ele desejava um estado unificado, pacífico, e somente o rei de Qin poderia concretizar esta visão.
O rei, tocado pelo conto e pela compreensão de Sword de seu sonho de unificar a China, deixa de temer Sem Nome. Ele joga sua espada para ele e examina o pergaminho desenhado por Sword. O rei compreende que ele descreve um guerreiro ideal que, paradoxalmente, não deve ter nenhum desejo de matar. Quando Sem Nome percebe a sabedoria destas palavras, abandona sua missão e poupa o rei.
Quando Snow fica sabendo que Sword convenceu Sem Nome a renunciar ao assassinato, ela ataca furiosamente Sword e sem querer o mata, quando ele opta por não se defender, para que assim, ela entendesse seus sentimentos por ela. Com uma tristeza profunda, Snow comete suicídio. Instado por sua corte, o rei a contra gosto ordena que Sem Nome seja executado no Palácio de Qin. Ele compreende que, a fim de de unificar o mundo, ele deve cumprir com a lei e usar Sem Nome como exemplo. À medida que o filme termina, Sem Nome recebe um funeral de herói e um texto de encerramento identifica o rei como Qin Shi Huang.

## Elenco
- Jet Li — Sem Nome
- Tony Leung Chiu Wai — Broken Sword
- Maggie Cheung — Flying Snow
- Ziyi Zhang — Moon
- Daoming Chen — King of Qin
- Donnie Yen — Sky
- Liu Zhong Yuan — Scholar
- Zheng Tia Yong — Old Servant
- Yan Qin — Prime Minister
- Chang Xiao Yang — General
- Zhang Ya Kun — Comandante
- Ma Wen Hua — Head Eunuch
- Jin Ming — Eunuch
- Xu Kuang Hua — Pianista
- Wang Shou Xin — Músico